# Долгушина, Галина Анатольевна
Галина Анатольевна Долгушина (род. 28 марта 1981) — Заслуженный мастер спорта Республики Казахстан (современное пятиборье).

## Карьера

### Подводный спорт
В 1996—2001 годах специализировалась в подводном ориентировании. Выступала за сборную Казахстана.
Серебряная медаль Международного марафона в Италии по плаванию в ластах 1998г, обладатель золотой и бронзовой медалей чемпионата мира 1998г.
Призёр этапов Кубка Мира по подводному ориентированию 1997-98 гг.

### Многоборье
На чемпионате Азии 2002 года завоевала золото — в командном зачете и бронзу — в эстафете.
На чемпионате Азии 2004 года завоевала индивидуальное и командное золото, а также бронзу в эстафете.
На домашнем чемпионате мира завоевала три «золота» — в индивидуальном первенстве, командном первенстве и в эстафете.
На чемпионате Азии в Токио завоевала 4-е место и лицензию на Олимпиаду — 2008 в Пекине, где была лишь 26-й. А на чемпионате Азии в Бишкеке вновь становится чемпионом Азии.
В 2010 году на Азиаде в Гуанчджоу в составе казахстанской команды завоевала бронзовую медаль. Получила травму при выступлении в конкуре.
Высшее достижение на чемпионате мира — 28 место (Гватемала, 2006).